# Bergqvist & Nilsson
Bergqvist & Nilsson var en svensk pianotillverkare i Stockholm. Firman grundades 1882 av Anders Gustaf Bergquist och Otto Terentius Nilsson (född 1847). Firman var verksam mellan 1882 och 1926.
Pianofabriken var belägen på Oxtorget 6 i Stockholm.

## Utmärkelser
- Silvermedalj 1884 i London.
- Silvermedalj 1897 Stockholm.